# Koritnice
Koritnice so naselje v Občini Ilirska Bistrica.
Vas Koritnice je vrstna vas, ki leži v bližini Knežaka. V osrčju vasi stoji cerkev sv. Antona, nad vasjo pa stara romarska cerkev Sv. Hieronima. Po legendi naj bi vas dobila ime po koritih, ki so bila na pašnikih in v katerih so kmetje napajali živino. Vas sestavlja okoli 80 hiš. V vasi je tudi gasilski dom (PGD Koritnice) z veliko dvorano in igriščem. 
Večina prebivalstva Koritnic se je v preteklosti poleg kmetijstva ukvarjala pretežno z lesno industrijo, saj je bila v bližnji vasi Bač stolarna Javor. Dandanes stolarne ni več, tako da se mladi vozijo na delo v Ilirsko Bistrico, Postojno, Pivko in druga večja mesta. Nekateri vaščani se še ukvarjajo s kmetijstvom. Otroci obiskujejo osnovno šolo v Knežaku (osnovna šola Toneta Tomšiča).
- Vas Koritnice, slikana s ptičje perspektive. 05/2018
- Cerkev Svetega Antona, ki stoji v sredi vasice Koritnice.
- Sv. Hieronim nad vasjo Koritnice.